# 코린토스만

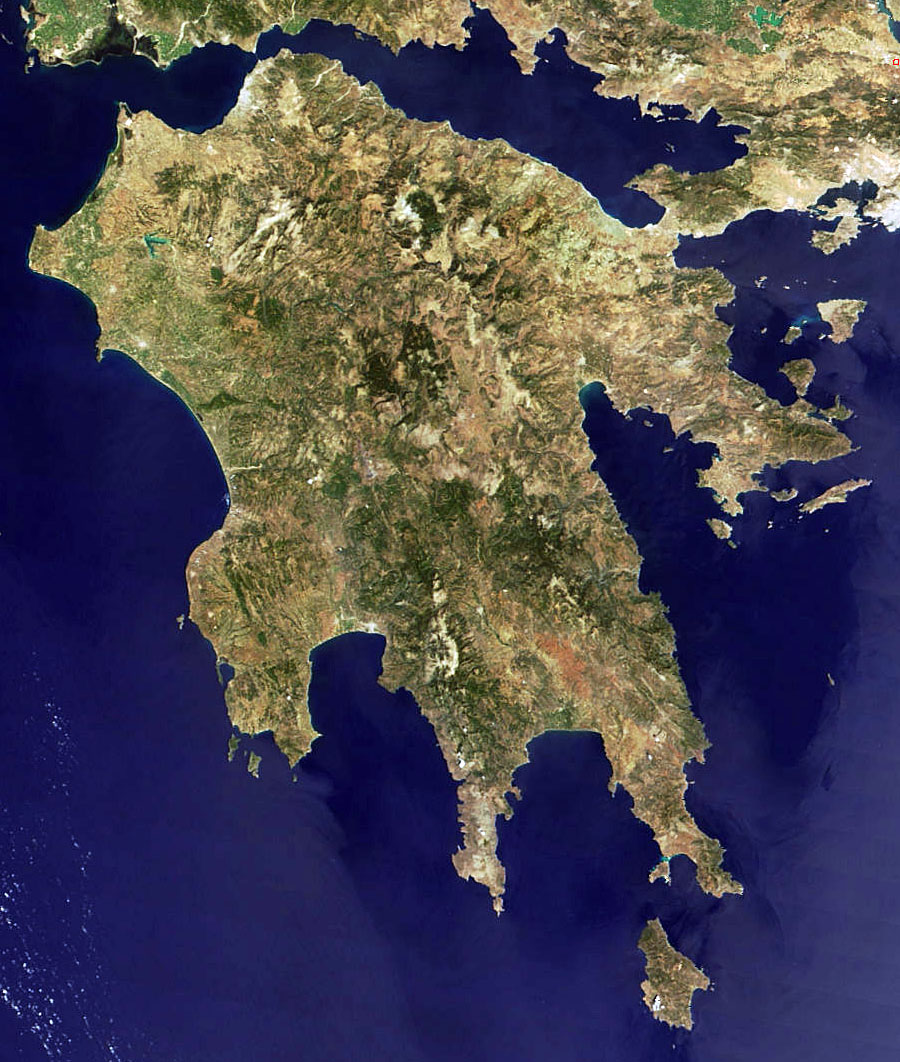
펠로폰네소스반도의 위성 사진

코린토스 만(그리스어: Κορινθιακός Κόλπος)은 펠로폰네소스반도와 그리스 본토 사이의 좁고 긴 만이다. 서쪽으로는 이오니아해와 연결되어 있으며, 동쪽은 코린토스 지협으로 막혀 있다. 코린토스 지협에는 코린토스 운하가 건설되어 있어 에게해로도 연결된다.